# Fear in the Night
Fear in the Night is een Amerikaanse film noir misdaadfilm uit 1949 onder regie van Maxwell Shane. De film is gebaseerd op de novelle Nightmare van de Amerikaanse auteur Cornell Woolrich.

## Verhaal
Bankbediende Vince Grayson droomt dat hij samen met een onbekende vrouw een man heeft vermoord in een vreemde spiegelkamer. Naarmate hij er meer over begint na te denken, gaat hij twijfelen of het wel een droom was. De zwager van Vince is politieagent, maar hij schenkt weinig aandacht aan diens verhaal. Als Vince en zijn familie op een picknick gaan, moeten ze schuilen voor een onweer. Ze komen terecht in een leegstaand huis, waarin zich de spiegelkamer uit de droom van Vince bevindt.

## Rolverdeling
| Acteur             | Personage     |
| ------------------ | ------------- |
| Paul Kelly         | Cliff Herlihy |
| DeForest Kelley    | Vince Grayson |
| Ann Doran          | Lil Herlihy   |
| Kay Scott          | Betty Winters |
| Charles Victor     | Warner        |
| Robert Emmet Keane | Lewis Belknap |
| Jeff York          | Torrence      |